# Phyllanthus trichosporus
Phyllanthus trichosporus là một loài thực vật có hoa trong họ Diệp hạ châu. Loài này được Adelb. miêu tả khoa học đầu tiên năm 1945.